# Котик Олег Богданович
Олег Богданович Котик (нар. 1 травня 1981, с. Ласківці, Україна) — український скульптор, педагог.

## Життєпис
Олег Котик народився 1 травня 1981 року у селі Ласківцях, нині Теребовлянської громади Тернопільського району Тернопільської области України.
Закінчив Теребовлянське училище культури (2002), Дрогобицький державний педагогічний університет імені Івана Франка. Від 2002 — викладач Теребовлянського фахового коледжу культури і мистецтв.

## Творчість
Захоплюється скульптурою ще з ранніх років, а займатися почав під час навчання в училищі.
Від 2010 року разом з дружиною Оксаною та братом Русланом створюють казкові скульптури.

## Відзнаки
- гранпрі III Всеукраїнського дистанційного конкурсу декоративно-ужиткового та образотворчого мистецтв «Моя територія натхнення» (2021, м. Луцьк)[2].